# Hazim Akmadžić
Hazim Akmadžić (Cazin, 7. travnja 1954. – Sarajevo, 19. listopada 2018.), bosanskohercegovački književnik. 

## Životopis
Svoju prvu knjigu, zbirku poezije "Grijeh pjesme", objavio je 1973. Za roman "Mimar" proglašen je najboljim autorom 2002. godine u BiH od strane Poslovne zajednice izdavača i knjižara BiH. Djela su mu prevođena na francuski, njemački, engleski i turski jezik. Neke njegove knjige su obavezna lektira u osnovnim školama u BiH. Član je Društva pisaca Bosne i Hercegovine.  Umro je 19. oktobra 2018. u Sarajevu.

## Djela
- "Grijeh pjesme", poezija, 1973.
- "Dječak i ptica", radio-drama, 1980.
- "Usamljeno pročelje", poezija, 1981.
- "Zarobljeni vjetar", radio-drama, 1982.
- "Prijatelji", radio-drama, 1982
- "Tiše, probudit ćeš Ivana", tv-drama, 1983.
- "Gola slika", poezija, 1988.
- "U zemlju ukopan", poezija,1990.
- "Zelene beretke", publicistika, 1993.
- "Zelene beretke", dokumentarni tv-film, 1993.
- "Mors mortis", priče, 1997.
- "Kristalni predak", poezija, 1997.
- "Izabrane pjesme", poezija, 1998.
- "Zločin je zaboraviti zločin", publicistika, (sa Zilhadom Ključaninom) 1998.
- "Tajna dvorske lude", pozorišna predstava, 1998.
- "Mislio sam da je mjesec žut", roman, 1999.
- "Tajna dvorske lude", roman, 2000.
- "Mala enciklopedija", priređivač, 2000.
- "Soneti", poezija, 2001.
- "Mimar", roman, 2002.
- "Gazi Husrev beg", roman, 2005.
- "Gazi Isa-beg" (roman), 2007.